# Calexit
Mit Calexit wird der hypothetische Austritt Kaliforniens aus den Vereinigten Staaten von Amerika bezeichnet.

Logo von Yes California

Die Bewegung wird von Shervin Pishevar, dem Gründer von Virgin Hyperloop One, unterstützt. Angeblich soll sich bereits jeder dritte Bürger Kaliforniens für einen Austritt aussprechen. Dazu hat sich in Folge der Politik von Donald Trump eine Bürgerbewegung mit dem Namen „Yes California Independence“ gebildet, die bereits 30.000 Mitglieder haben soll.
Kalifornien verfügt mit ca. 39 Mio. Einwohnern über 12,06 % der Einwohner der Vereinigten Staaten; von der Wirtschaftskraft her wäre ein selbständiges Kalifornien die fünftgrößte Volkswirtschaft der Welt. Argumentiert wird, dass ein eigenständiges Kalifornien eine umwelt- und migrantenfreundliche Politik betreiben könnte. Zudem wird betont, dass Kalifornien eine große Menge an Steuergeldern nach Washington, D.C. überweist, mit denen wirtschaftlich schwächere Bundesstaaten über Wasser gehalten würden, und die in Kalifornien fehlen. Die Chancen für einen Calexit werden allerdings als wenig realistisch bewertet. Zudem hat der Oberste Gerichtshof der Vereinigten Staaten bereits 1869 in Texas v. White entschieden, dass ein Bundesstaat sich nicht durch einseitige Erklärung von den Vereinigten Staaten abspalten kann.